# Bony Moscater
El Bony Moscater és una muntanya de 2.329 metres que es troba al municipi de les Valls de Valira, a la comarca de l'Alt Urgell.